# Mikołaj Tarło (chorąży przemyski)
Mikołaj Tarło herbu Topór (zm. po 1578 roku) – dworzanin króla Zygmunta Augusta, chorąży przemyski w latach 1551-1578.

## Życiorys
Syn Andrzeja i Katarzyny Mnichowskiej. 
Studiował na Uniwersytecie w Ingolstadt w 1551 roku.  Właściciel kupionej od Mikołaja Potockiego m. Albigowa (od 1542). Uczestnik kampanii: moskiewskiej, wołoskiej i inflanckiej oraz w wojny z Tatarami.
W walkach, m.in. pod Obertynem zaprzyjaźnił się z hetmanem Janem Tarnowskim i Mikołajem Sieniawskim.
Na dworze króla Zygmunta Augusta zdobył dużą wiedzę, którą potrafił wykorzystać.Otrzymał od Zygmunta Augusta (w 1546 r.) m.in. wójtostwo w Kobylnicy Wołoskiej i nadanie w roku 1557, wsi w powiecie lubaczowskim, w gminie Wielkie Oczy; m.in.: Kobylnica Wołoska i Kobylnica Ruska, oraz pobliską m. Rudę. Była to nagroda od króla Zygmunta Augusta za zasługi w walkach „przeciwko Moskwie, Tatarom i Wołochom u boku hetmana Jana Tarnowskiego.”
Był posłem województwa ruskiego na sejm parczewski 1564 roku. Poseł województwa ruskiego na sejm 1565 roku, poseł ziemi przemyskiej na sejm 1570 roku, poseł województwa ruskiego na sejm 1576/1577 roku.
Sędzia sądów generalnych województwa ruskiego w 1575 roku.
Wspominany jest przez Łukasza Górnickiego w Dworzaninie polskim .